# كاميليا سحنون
كاميليا شيراز سحنون هي لاعبة وثب ثلاثي جزائرية وُلدت في 5 أبريل 1986.

## المشاركات والميداليات
شاركت كاميليا سحنون في بطولة افريقيا لالعاب القوى للناشئين عام 2005، وحصلت منها على الميدالية الذهبيية في منافسات الوثب الثلاثي، ثُم شاركت في عام 2007 في دورة الألعاب العربية التي أقيمت في مدينة القاهرة بمصر، وحصلت منها على الميدالية البرونزية بعد تحقيقها لرقم 12,57 متر في منافسات الوثب الثلاثي، كما شاركت في نفس العام في دورة الألعاب الإفريقية. وفي العام التالي، شاركت كاميليا سجنون في تجمع الجزائر الدولي لألعاب القوى حيث احتلت المركز الثاني، واستطاعت تحسين رقمها الشخصي في سباقات الوثب الثلاثي ليُصبح 13,92 مترًا. ويوضح الجدول التالي أهم المُسابقات والبطولات التي شاركت فيها كاميليا سحنون، وأبرز الميداليات والألقاب التي حققتها في البطولات والمسابقات المختلفة:
| العام | المسابقة                            | المكان                   | المنافسات     | الترتيب/الميدالية                   | الرقم المحقق |
| ----- | ----------------------------------- | ------------------------ | ------------- | ----------------------------------- | ------------ |
| 2005  | بطولة إفريقيا لألعاب القوى للناشئين | رادس، تونس               | الوثب الثلاثي | المركز الأول (الميدالية الذهبية)    |              |
| 2007  | دورة الألعاب الإفريقية              | الجزائر العاصمة، الجزائر | الوثب الثلاثي | المركز الخامس                       |              |
| 2007  | دورة الألعاب العربية                | القاهرة، مصر             | الوثب الثلاثي | المركز الثالث (الميدالية البرونزية) | 12,57 متر    |
| 2008  | بطولة إفريقيا لألعاب القوى          | أديس أبابا، إثيوبيا      | الوثب الثلاثي | المركز الرابع                       |              |
| 2008  | تجمع الجزائر الدولي لألعاب القوى    | الجزائر العاصمة، الجزائر |               | المركز الثاني (الميدالية الفضية)    | 13,92 متر    |